# National Women’s League 2017
National Women’s League 2017 – dziesiąta edycja najwyższej klasy rozgrywkowej w żeńskim rugby union w Kanadzie. Zawody odbywały się w dniach 17–22 lipca 2017 roku.
Transmitowane w Internecie zawody odbyły się systemem kołowym na boiskach Truro Saints RFC, a o mistrzostwo kraju walczyło pięć zespołów. Turniej rozegrano w pięciu rundach w ciągu sześciu dni, a podczas każdej z nich jedna z drużyn pauzowała. Jednocześnie rozegrano także mistrzostwa w kategoriach U-19 mężczyzn i U-20 kobiet. Z kompletem zwycięstw triumfował zespół z Ontario.

## Mecze
| 17 lipca 201718:00 | Nova Scotia Keltics | 0:57 | Ontario Blues | Truro Saints RFC, Truro |
| 17 lipca 201718:00 |                     | 0:57 |               | Truro Saints RFC, Truro |

| 18 lipca 201716:00 | British Columbia | 46:24 | Prairie Wolf Pack | Truro Saints RFC, Truro |
| 18 lipca 201716:00 |                  | 46:24 |                   | Truro Saints RFC, Truro |

| 18 lipca 201718:00 | Nova Scotia Keltics | 7:60 | Equipe Quebec | Truro Saints RFC, Truro |
| 18 lipca 201718:00 |                     | 7:60 |               | Truro Saints RFC, Truro |

| 19 lipca 201718:00 | Equipe Quebec | 0:15 | Ontario Blues | Truro Saints RFC, Truro |
| 19 lipca 201718:00 |               | 0:15 |               | Truro Saints RFC, Truro |

| 20 lipca 201716:00 | British Columbia | 7:25 | Ontario Blues | Truro Saints RFC, Truro |
| 20 lipca 201716:00 |                  | 7:25 |               | Truro Saints RFC, Truro |

| 20 lipca 201718:00 | Nova Scotia Keltics | 19:22 | Prairie Wolf Pack | Truro Saints RFC, Truro |
| 20 lipca 201718:00 |                     | 19:22 |                   | Truro Saints RFC, Truro |

| 21 lipca 201716:00 | Prairie Wolf Pack | 7:39 | Ontario Blues | Truro Saints RFC, Truro |
| 21 lipca 201716:00 |                   | 7:39 |               | Truro Saints RFC, Truro |

| 21 lipca 201718:00 | British Columbia | 17:32 | Equipe Quebec | Truro Saints RFC, Truro |
| 21 lipca 201718:00 |                  | 17:32 |               | Truro Saints RFC, Truro |

| 22 lipca 201713:00 | Nova Scotia Keltics | 27:27 | British Columbia | Truro Saints RFC, Truro |
| 22 lipca 201713:00 |                     | 27:27 |                  | Truro Saints RFC, Truro |

| 22 lipca 201713:00 | Prairie Wolf Pack | 17:32 | Equipe Quebec | Truro Saints RFC, Truro |
| 22 lipca 201713:00 |                   | 17:32 |               | Truro Saints RFC, Truro |